# Spilosoma turbida
Spilosoma turbida là một loài bướm đêm thuộc phân họ Arctiinae, họ Erebidae.